# Artur Brall
Artur Brall  (* 29. Mai 1936 in Weiterode, Hessen; † 26. September 1990 in Fulda) war ein deutscher Bibliothekar.

## Leben
Nach der Reifeprüfung an der Jakob-Grimm-Schule in Rotenburg an der Fulda (1956) studierte Artur Brall Germanistik, Geschichte und Politikwissenschaft an der Universität Marburg. Das Staatsexamen für das höhere Lehramt legte er 1963 ab. Nach kurzer Tätigkeit als Studienreferendar und wissenschaftliche Hilfskraft an der Universitätsbibliothek Gießen trat er dort 1965 als Bibliotheksreferendar in die Ausbildung für den höheren Bibliotheksdienst ein und absolvierte 1966 am Bibliothekar-Lehrinstitut des Landes Nordrhein-Westfalen die Fachprüfung. Seine Promotion an der Universität Marburg bei Josef Kunz erfolgte 1974. Nach weiterer beruflicher Tätigkeit an der Universitätsbibliothek Gießen wechselte er 1976 an die Hessische Landesbibliothek Fulda, die er seither als Direktor leitete. Brall rückte diese Regionalbibliothek durch zahlreiche Veranstaltungen in das öffentliche Bewusstsein und gestaltete die hessische Bibliothekspolitik maßgeblich mit.

## Schriften
- Der gegenwärtige Stand der Sachkatalogisierung nach der Methode Eppelsheimer. In: Zeitschrift für Bibliothekswesen und Bibliographie, Bd. 14 (1967), S. 316–330.
- Anwendung und Abwandlung der Sachkatalogisierungsmethode Eppelsheimers an deutschen Bibliotheken (= Arbeiten aus dem Bibliothekar-Lehrinstitut des Landes Nordrhein-Westfalen, Bd. 31). Greven, Köln 1968.
- Vergangenheit und Vergänglichkeit. zur Zeiterfahrung und Zeitdeutung im Werk Annettes von Droste-Hülshoff (= Marburger Beiträge zur Germanistik, Bd. 50). Elwert, Marburg 1975 (Dissertation Universität Marburg), ISBN 3-7708-0522-4.
- (Mitautor): Die Schausammlung der Hessischen Landesbibliothek Fulda. Fulda 1978 (Neuausgabe 1981).
- (Hrsg.): Von der Klosterbibliothek zur Landesbibliothek. Beiträge zum zweihundertjährigen Bestehen der Hessischen Landesbibliothek Fulda (= Bibliothek des Buchwesens, Bd. 6). Hiersemann, Stuttgart 1978, ISBN 3-7772-7825-4.
- Künstlerbücher, artists’ books, book as art. Ausstellungen, Dokumentationen, Kataloge, Kritiken; eine Analyse. Kretschmer und Grossman, Frankfurt/M. 1986, ISBN 3-923205-65-1.
- Die Hutten-Sammlung der Hessische Landesbibliothek Fulda. ein Bestandsverzeichnis mit einer Einleitung und 32 Portraits Ulrich von Huttens (= Veröffentlichungen der Hessischen Landesbibliothek Fulda, Bd. 5). Fulda 1988.
- Hutten im Epos. Problematischer Held und problematische Gattung. In: Peter Laub (Hrsg.): Ulrich von Hutten. Ritter, Humanist, Publizist 1488–1523; Katalog zur Ausstellung des Landes Hessen anläßlich des 500. Geburtstages. Gutenberg, Melsungen 1988.
- Buchwerke. Das Buch als Kunstform. 12 Thesen über Künstlerbücher und Buchobjekte. In: Philobiblon, Bd. 35 (1991), S. 2–17.